# Crioprosopus divisus
Crioprosopus divisus là một loài bọ cánh cứng trong họ Cerambycidae.